# Le Shérif de Tombstone
Pour plus de détails, voir Fiche technique et Distribution.
Le Shérif de Tombstone (Toughest Man in Arizona) est un western en américain réalisé par R. G. Springsteen, sorti en 1952.

## Synopsis
En 1881, le maréchal Matt Landry capture Frank Girard et l'emmène à Tombstone (Arizona) pour y être jugé pour avoir vendu des armes et du whisky aux Apaches. En chemin, il rencontre Mary Kimber et ses deux filles, apparemment les seules survivantes d'une attaque apache. Une fois en ville, Girard est libéré par ses acolytes, avec l'aide du télégraphiste Verne Kimber, l'époux de Mary.

## Fiche technique
- Réalisation : R. G. Springsteen
- Scénario : John K. Butler
- Photographie : Reggie Lanning
- Montage : Richard L. Van Enger
- Musique : R. Dale Butts
- Costumes : Adele Palmer
- Producteur : Sidney Picker (en)
- Lieu de tournage : des scènes ont été tournées dans le Parc d'État de Snow Canyon en Utah.
- Société de production et de distribution : Republic Pictures
- Pays de production :  États-Unis
- Langue originale : anglais américain
- Format : couleur (Trucolor (en)) — 35 mm — 1,37:1 — son : mono (RCA Sound System)
- Genre : western
- Durée : 85 minutes
- Dates de sortie :
  - États-Unis : 10 octobre 1952
  - France : 26 juin 1953

## Distribution
- Vaughn Monroe : Marshal Matt Landry
- Victor Jory : Frank Girard
- Joan Leslie : Mary Kimber
- Edgar Buchanan : Jim Hadlock
- Jean Parker : Della
- Harry Morgan : Verne Kimber
- Ian MacDonald : Steve Girard
- Lee MacGregor  : Jerry Girard
- Diana Christian  : Joan Landry
- Robert Hyatt  : Davey Billings
- Charlita  : Señorita
- Nadine Ashdown  : Jesse Billings
- Francis Ford : Hanchette
- Paul Hurst : Dalton